# Technische Oberschule Stuttgart
Die Technische Oberschule Stuttgart, kurz TO Stuttgart, ist eine Schule des zweiten Bildungswegs in Stuttgart, die Menschen mit abgeschlossener Berufsausbildung und mittlerem Bildungsabschluss (in der Regel Realschulabschluss) ermöglicht, in zwei Jahren die fachgebundene Hochschulreife zu erwerben. Wird eine zweite Fremdsprache belegt, kann die allgemeine Hochschulreife (Abitur) erworben werden. Die Technische Oberschule in Stuttgart ist die älteste Einrichtung dieser Art in Deutschland.
Alternativ können Schüler, die ein Studium an einer Fachhochschule oder Hochschule anstreben, die Fachhochschulreife in einjährigen Berufskollegs der Richtungen Technik bzw. Gestaltung erwerben. Für Schüler, denen der mittlere Bildungsabschluss fehlt, wird im Haus die Berufsaufbauschule angeboten, in der die Schüler den Abschluss in einem Jahr Vollzeitschule nachholen können.

## Geschichte
1937 wurden an württembergischen Berufsschulen sogenannte Förderklassen eingerichtet, um begabten Berufsschülern die Möglichkeit zu weiterer allgemeiner Bildung anzubieten. Ihnen sollte damit auf dem zweiten Bildungsweg die Aufnahme an einer Ingenieur- oder Bauschule ermöglicht werden. Am 28. Februar 1938 begann in Stuttgart ein erster Kurs zur „Vorstudienförderung junger Facharbeiter“, einer Vorstufe der heutigen Technischen Oberschule. Bereits nach drei Jahren wurde diese wieder eingestellt, da die Männer zum Kriegsdienst einberufen wurden.
Nachdem in den Jahren nach dem Zweiten Weltkrieg die Aufbaulehrgänge in Stuttgart wieder eingerichtet wurden, wurde 1957 die Technische Oberschule Stuttgart als selbstständige Technische Aufbauschule gegründet.
1963 zog die TO Stuttgart zum heutigen Standort, Hohenheimer Straße 12. Dieses Gebäude wurde als Wilhelm-Realschule 1894–1896 nach Entwurf des Stuttgarter Stadtbaurats Emil Mayer erbaut. Das Schulgebäude mit seinen Fassaden aus hellbraunem Haller Werkstein, dem Sockel aus Granit und dem schiefergedeckten Dach steht auf dem spitzwinkligen Grundstück zwischen Hohenheimer Straße und Danneckerstraße. Es besitzt zwei Gebäudeflügel, die in einen Eckpavillon mit einer dem Berliner Reichstagsgebäude nachempfundenen Kuppel münden. Die Architektur orientiert sich, wie für Repräsentationsbauten dieser Zeit charakteristisch, am französischen Barock. Das Schulgebäude steht unter Denkmalschutz.
Zum 1. Februar 2018 fusionierte die TO Stuttgart mit der Gewerblichen Schule im Hoppenlau zur neuen Gewerblichen Schule Im Hoppenlau mit Technischer Oberschule Stuttgart. Die TO bleibt als Abteilung der neuen Schule bis auf Weiteres am Standort Hohenheimer Straße 12.

## Bekannte ehemalige Schüler
- Hans-Jörg Bullinger (* 1944), Hochschullehrer und Präsident der Fraunhofer-Gesellschaft
- Dietmar Friedmann (1937–2020), Buchautor, Dozent und Coaching-Entwickler
- Matthias Horbelt (* 1968), Sänger, Gitarrist, Schauspieler und Filmemacher
- Ernst Messerschmid (* 1945), Physiker, Astronaut und Hochschullehrer
- Hans Messerschmid (* 1954), Bauingenieur und Hochschullehrer
- Bernd Murschel (* 1956), Abgeordneter der Fraktion von Bündnis 90/Die Grünen im Landtag von Baden-Württemberg
- Hans Ruoß (1942–2024),  Maschinenbauingenieur und Hochschullehrer
- Norbert Sternmut (* 1958), Schriftsteller und Maler

## Weblink
- gsih-mit-to.de